# Сон Хегё
Сон Хегё (кор. 송혜교?, 宋慧敎?; род. 22 ноября 1981, Тэгу) — южнокорейская актриса и модель. Известная по ролям в таких телесериалах, как: «Осень в моём сердце» (2000), «Ва-банк» (2003), «Полный дом» (2004), «Этой зимой дует ветер» (2013), «Потомки солнца» (2016), «Бойфренд» (2018) и «Слава» (2022). Среди её киноработ можно выделить фильмы: «Хван Джин И» (2007), «Великий мастер» (2013), «Моя блестящая жизнь» (2014) и «Чёрные монахини» (2025).
В 2017 году Сон заняла 7-е место в списке 40 самых влиятельных знаменитостей Кореи по версии журнала Forbes, а в 2018 году поднялась на 6-е место. Её вместе с Ким Тхэхи и Чон Джихён называют «Трио» (в честь корейских слов «Тэ», «Хё» и «Джи»). Благодаря участию в успешных дорамах, Сон стала одной из главных звезд Корейской волны.

## Ранние годы
Сон Хегё родилась 22 ноября 1981 года в южнокорейском городе Тэгу. Когда она родилась, то была больна, её родители и врачи думали, что она не выживет. Поэтому родители Сон зарегистрировали её рождение лишь 26 февраля 1982 года (вместо её фактической даты рождения 22 ноября 1981), когда она выздоровела.
Родители Сон рано развелись, после чего её воспитывала мать. Они переехали из Тэгу в район Каннам в Сеуле. Сон училась в средней школе для девочек, затем Сон Хегё в Университете Седжон, где специализировалась на киноискусстве.

## Карьера

### 1996–2004: Дебют и первая известность
В 1996 году 14-летняя Сон, в то время ученица средней школы, заняла первое место в конкурсе моделей SunKyung Smart Model и дебютировала в качестве модели для компании, производящей школьную форму. Это привело к тому, что она получила первую небольшую роль в телесериале «Первая любовь». Она продолжала сниматься в ряде дорам и ситкомов, в том числе в «Клинике Сунпун». В 2000 году роль в сериале «Осень в моём сердце» с Сон Сынхоном и Вон Бином принесла Сон известность в Корее и Азии. Благодаря дораме Сон Хегё стала одной из звезд Халлю.
В 2003 году она сыграла главную роль вместе с Ли Бёнхоном в сериале «Ва-банк», которая на протяжении всего показа набирала солидные зрительские рейтинги по всей стране с наивысшим показателем 47,7 %. В следующем году она снялась вместе с певцом Рейн в ромкоме «Полный дом». Дорама добилась паназиатского успеха и сделала Сон одной из самых известных корейских актрис в Азии.

### 2005–2012: Дебют в кино
В начале 2005 года Сон отправилась в Сан-Франциско для изучения английского языка, а затем посетила Сиэтл. Она взяла перерыв, чтобы восстановить силы после успешного азиатского сериала «Полный дом». «Я хорошо отдохнула. Это была хорошая возможность подумать о себе», — сказала Сон. Она вернулась в Корею 5 марта 2005 года. В том же году Сон Хегё дебютировала на большом экране в фильме «Моя девушка и я», который был высоко оценен как зрителями, так и критиками. Позже она высказала своё недовольство подбором типажей для ролей, которые ей предлагали:
Я была сыта по горло своими ролями. Честно говоря, я играла почти одни и те же роли, пока меня не выбрали на роль Су Ён в «Ва-банке». Мне действительно скучно, не говоря уже о зрителях… я пришла к выводу, что все мои персонажи на телевидении в конечном счете будут одинаковыми.
В 2007 году Сон вернулась на большие экраны в роли остроумной и независимой кисэн Хван Джин И в одноимённом фильме. Год спустя она дебютировала в Америке в психологическом триллере «Фетиш» о девушке, которая родилась у матери-шаманки и пытается избежать своей судьбы, став невестой-иммигранткой в США. Оба фильма не собрали высокие кассовые сборы.

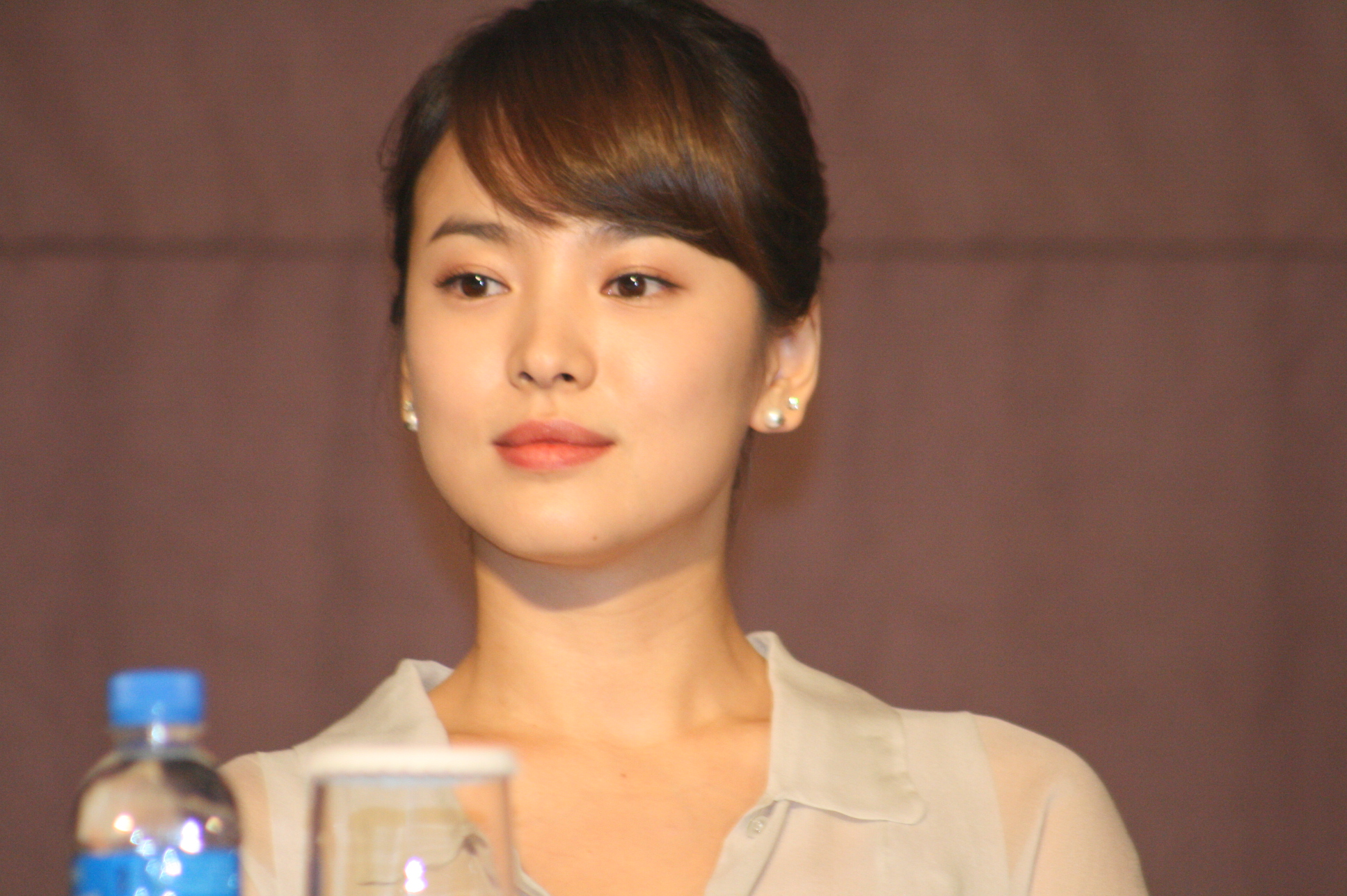
Сон Хегё, 2008 год

Она вернулась на телевидение в конце 2008 года с сериалом «Мир, в котором они живут», в котором Хегё и Хён Бин сыграли актеров дорамы, которые влюбились в друг друга.
В 2010 году она снялась в киноальманахе «Камелия», состоящем из трёх короткометражных фильмов, поставленных тремя азиатскими режиссёрами. Каждый эпизод рассказывает о прошлом, настоящем и будущем города Пусан. В последнем сегменте фильма, «Любовь на продажу», Сон и Кан Донвон исполнили роли бывших возлюбленных, которые теряют воспоминания друг о друге, что впоследствии приводит их к роковой судьбе.
Сон Хегё, считающаяся одной из самых красивых женщин Кореи, в начале 2011 года выпустила фотокнигу под названием «Момент Сон Хегё». Съёмка для книги проводилась ведущими фотографами в Атланте, Нью-Йорке, Буэнос-Айресе, Патагонии, Париже, Нидерландах и Бразилии. Доходы от продажи фотокниги были направлены в детский фонд.
В 2011 году вышел фильм «Сегодня», Сон исполнила роль режиссера-документалиста, которая находит в себе силы простить семнадцатилетнего парня, убившего её жениха, но вместо искупления испытывает только большее горе. Сон считает этот фильм «поворотным моментом» в своей жизни. В том же году она стала первой азиатской актрисой, подписавшей контракт с французским глобальным агентством Effigies, что открыло ей путь к возможному выходу на европейский рынок. В 2012 году она выпустила фотокнигу под названием «Время для Хегё».
Затем Сон сыграла второстепенную роль в фильме китайского режиссера Вонга Карвая «Великий мастер», для которого она изучала кантонский язык и боевые искусства. Позже она призналась, что во время съёмок с Вонгом были «небольшие трения и недопонимание», но трудности помогли ей повзрослеть.

### 2013–наст. время: Возрождение карьеры
В 2013 году выходит мелодрама «Этой зимой дует ветер» с участием Сон Хегё и Чо Инсона. Сон сыграла слепую наследницу, Чо — мошенника, выдающего себя за её давно потерянного брата. Сериал занимал 1-е место в своём временном интервале на протяжении большей части показа, а актёры получили хвалебные отзывы. Хегё получила Дэсан, высшую награду для телевидения, на 2-й церемонии вручения премии APAN Star Awards.

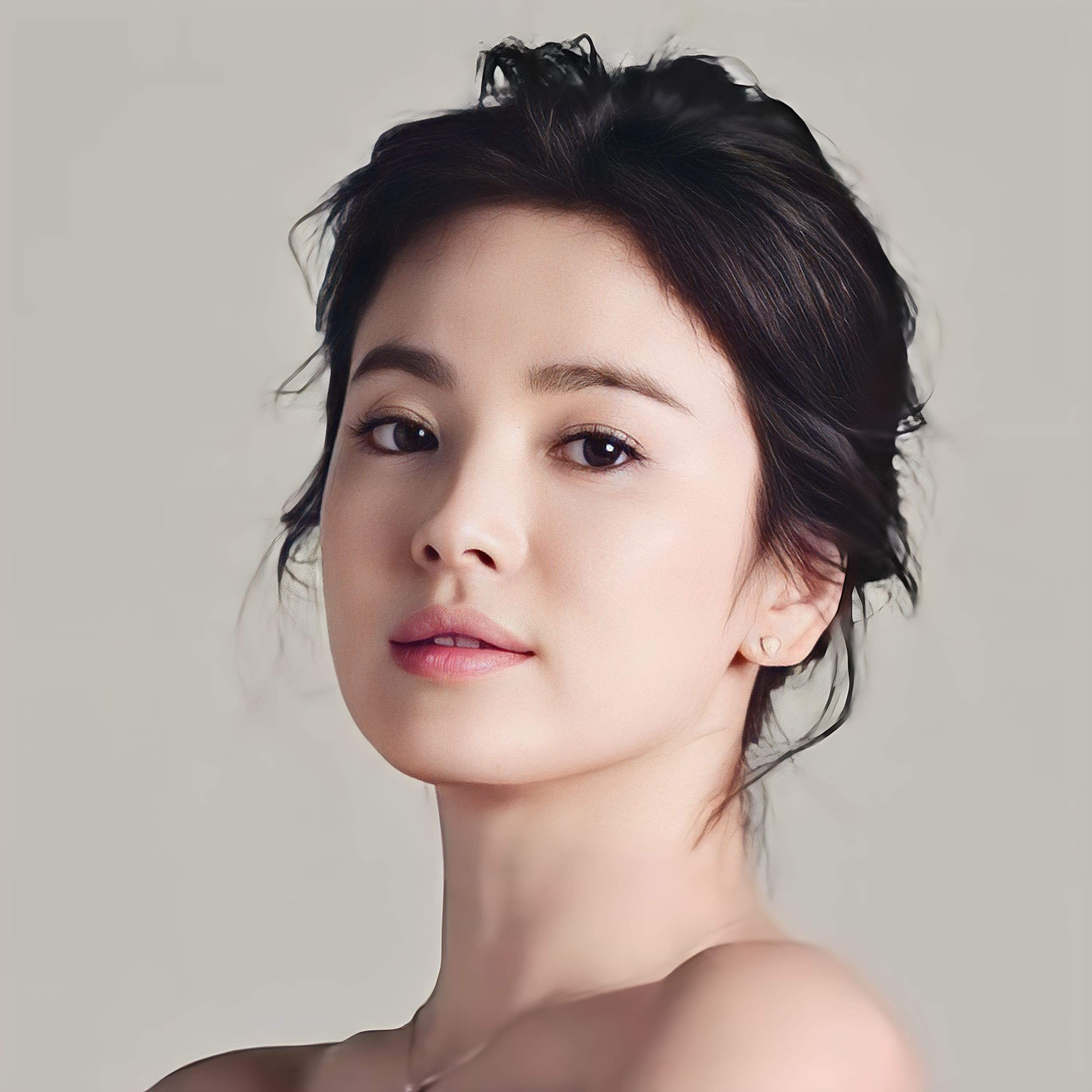
Сон Хегё для Marie Claire Korea, 2014 год

В 2014 году Сон Хегё и Кан Донвон снялись в фильме «Моя блестящая жизнь», в котором они исполнили роль супружеской пары, наблюдающей за сыном больным прогерией.
Романтическая эпопея «Переправа» стала вторым китайским фильмом, выпущенным с участием Сон. Режиссёром выступил Джон Ву (его давний друг и продюсер Теренс Чан управлял зарубежными делами Сон с 2008 года). Проект, первоначально анонсированный под названиями «1949» и «Любовь и пусть любовь», долгое время находился в разработке. Его анонсировали на Каннском кинофестивале в 2008 году, затем отменили в 2009 году, и возродили снова в 2011 году. Восстановление Ву после удаления опухоли миндалины в 2012 году привело к ещё одной задержке из-за конфликтов в расписании среди актёров. Съёмки «Переправы» начались в июне 2013 года. Фильм основан на реальной истории столкновения парохода «Тайпин». Он рассказывает о переплетении любовных историй шести персонажей в Тайване и Шанхае в 1930-е годы. Сон исполнила роль дочери богатого банкира.
В 2015 году вышел ещё один китайский фильм — «Королевы». Это современная романтическая комедия о трёх космополитичных женщинах — актрисе, PR-специалистке и управляющей галереей. Они манипулируют друзьями и устраняют врагов, играя в игру любви. В фильме также снимались Джо Чэнь и Вивьен Ву, а режиссёрским дебютом стала актриса Энни И.
В 2016 году Хегё снялась в ромкоме «Потомки солнца» с Сон Джунги. Дорама стала популярной в Корее с максимальным рейтингом зрительской аудитории в 41,6 % и в Азии, где её посмотрели 2,5 миллиарда раз на iQiyi. Популярность сериала восстановила Сон в качестве лидера Корейской волны. Она возглавляла опросы популярности в Азии и была отмечена огромной узнаваемостью своего бренда в Южной Корее. Хегё выиграла Дэсан на KBS Drama Awards 2016 вместе с коллегой по сериалу Сон Джунги.
После двухлетнего перерыва она вернулась на малые экраны с мелодрамой «Бойфренд» с Пак Погомом. В 2021 году Сон снялась в дораме «А теперь мы расстаёмся» с Чан Ки Ёном.

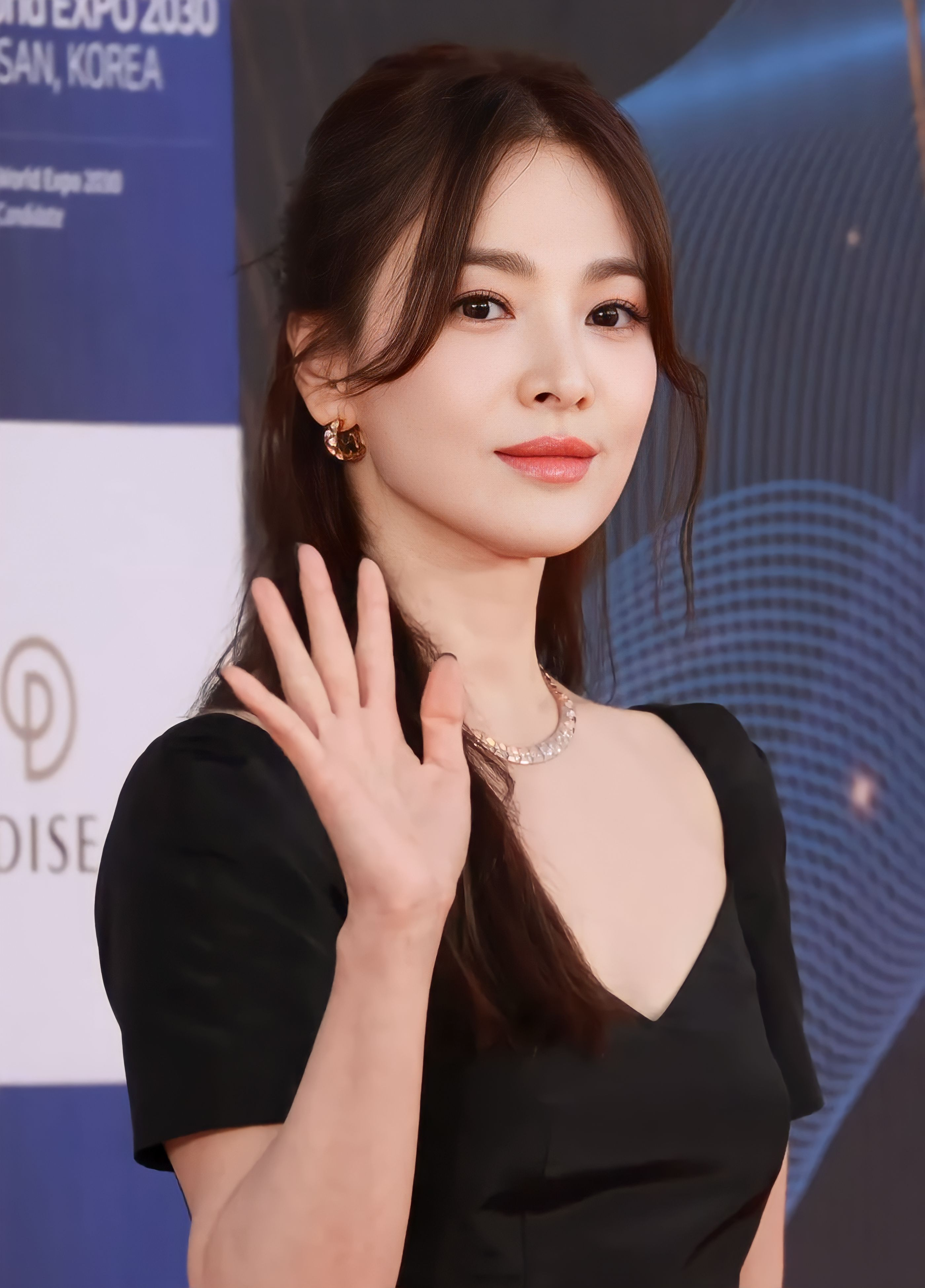
Сон Хегё на церемонии 2-й церемонии вручения телепремии «Голубой дракон», 2023 год

В 2022 году вышел сериал от Netflix «Слава» с Сон Хегё в главной роли. Дорама была хорошо принята зрителями, а актёрская игра Сон была встречена критиками с похвалой. За свою роль в Сон выиграла в категории «Лучшая женская роль — телевидение» на 59-й церемонии вручения премии «Пэксан», а также выиграла Гран-при (Дэсан) на телепремии «Голубой дракон».

## Другая деятельность

### Продвижение
С 2001 по 2005 год Сон была моделью и амбассадором компании Etude House, став их самой долго работающей моделью за этот период. В 2008 году Сон была выбрана глобальным амбассадором бренда Laneige. В декабре 2017 года она была назначена амбассадором бренда Sulwhasoo, южнокорейского люксового бренда косметики, принадлежащего корпорации Amorepacific. В 2018 году Сон стала амбассадором в Азиатско-Тихоокеанском регионе для люксового ювелирного дома Chaumet. С 2024 года она является глобальным амбассадором Chaumet вместе с Чха Ыну. В 2021 году Сон стала первой корейской амбассадором итальянского модного дома Fendi. В январе 2025 года она была выбрана первым амбассадором по уходу за кожей и макияжу в Азиатско-Тихоокеанском регионе для французского люксового косметического дома Guerlain.

### Благотворительность
Сон часто делает крупные благотворительные пожертвования.
В октябре 2013 года Сон подарила 1000 билетов на Международный кинофестиваль в Пусане малоимущим молодым людям в этом регионе. В июле 2014 года она приобрел 800 билетов на Международный женский кинофестиваль в Сеуле и передал их Корейской психологической ассоциации и общине Магдалены.
В декабре 2016 года Сон сделала пожертвование Фонду красоты, средства которого будут направлены на образовательные проекты для студентов с низким доходом, мечтающих стать экспертами в области дизайна. В июле 2017 года он пожертвовал ₩100 миллионов Детской больнице Сеульского национального университета.
В марте 2022 года Сон пожертвовала ₩100 миллионов Корейскому Красному Кресту для помощи жертвам крупного лесного пожара, который начался в Ульджине, провинция Кёнсан-Пукто, и распространился на Самчхок, провинция Канвондо.

### Сотрудничество с профессором Со Кёндуком
Сон, в сотрудничестве с профессором Со Кёндуком из Женского университета Сонсин, передала информационные брошюры на корейском языке различным историческим местам, художественным галереям и музеям по всему миру. Представитель агентства Сон заявила: «Поскольку Сон много путешествовала по работе, она осознала, насколько важно для туристов иметь возможность читать информацию на своём родном языке». В январе 2012 года Сон и Со профинансировали издание корейского путеводителя по Музею современного искусства в Нью-Йорке. В апреле 2012 года Сон оплатила производство корейской брошюры для Мемориального зала Юн Бонгиля в Шанхае, Китай.
В октябре 2012 года Сон профинансировала создание приложения для пользователей смартфонов, предоставляющего информацию о музеях, связанных с Кореей за рубежом. Приложение было запущено в честь Дня хангыля. В ноябре 2012 года Сон и Со установили промо-видеобокс о Корее в Музее изящных искусств в Бостоне. В марте 2013 года она спонсировала издание путеводителей для слепых в Независимом зале Кореи в Чхонане. В августе 2013 года Сон и эксперт по связям с общественностью Кореи Со Кёндук подарили рельефную работу с изображением трёх борцов за независимость музею мира имени Ли Чуна в Гааге, Нидерланды. В октябре 2013 года Сон и специалист по связям с общественностью Кореи Со Кёндук подарили путеводители на корейском языке в Мемориальном зале Ан Чунгына в Харбине, Китай. В ноябре 2013 года специалист по связям с общественностью Кореи Со Кёндук и фан-клуб Сон Хегё объявили о пожертвовании корейских путеводителей Государственному музею истории Узбекистана.
В апреле 2014 года Сон и Со пожертвовали 10 000 корейских информационных брошюр для строительства ныне несуществующего Временного правительства Кореи в Ханчжоу, Китай. В апреле 2015 года Сон пожертвовала деньги на печать брошюр в церкви в Нью-Йорке, которая признана историческим корейским местом. В апреле 2016 года Сон и Со пожертвовали 10 000 брошюр на корейском языке для исторического места Временного правительства Кореи в Чанша. Она также пожертвовала корейские брошюры Статуе Свободы в Нью-Йорке. В августе 2016 года, в честь Национального дня освобождения Кореи 15 августа, Сон и профессор Со пожертвовали в общей сложности 10 000 брошюр району Уторо в Японии. В декабре 2016 года Сон и профессор Со пожертвовали 10 000 экземпляров корейского путеводителя Мемориальному залу Юн Бон Гиль в Шанхае в честь годовщины его смерти (19 декабря 1932 года). В марте 2017 года Сон отметила День движения 1 марта, пожертвовав 10 000 экземпляров корейского путеводителя историческим корейским местам в Токио. В мае 2017 года Сон и Со предоставили корейские путеводители Королевскому музею Онтарио в Торонто. В августе 2017 года Сон и Со пожертвовали путеводители о корейских исторических местах в Киото. В августе 2019 года Сон и Со подарили информационные буклеты Временному правительству Республики Корея в Чунцине, Китай, в четверг, чтобы отпраздновать Национальный день освобождения Кореи.
В октябре 2020 года Сон и Со пожертвовали 10 000 экземпляров путеводителя «Наша история за рубежом — парижское издание» Корейскому культурному центру во Франции. 1 марта 2022 года Сон и Со передали 10 000 экземпляров «Истории нашей истории за рубежом — сан-францисская редакция» Корейскому образовательному центру в Сан-Франциско. 15 августа 2022 года Сон пожертвовал работы Ким Гюсика Центру временного правительства в Чунцине, Китай, в честь 77-й годовщины Дня независимости. В октябре 2022 года Сон и профессор женского университета Сонсин Со Кёндук передали 10 000 экземпляров корейских путеводителей в Мемориальный музей мира Уторо в Удзи, Япония, в честь Дня хангыля. 23 декабря 2022 года Сон и Со пожертвовали 10 000 корейских справочников Посольству Кореи в Вашингтоне, округ Колумбия, США.
В августе 2023 года Сон и Со подарили 10 000 экземпляров путеводителей о движении за независимость Кореи к 78-му Дню освобождения.

## Личная жизнь

### Брак

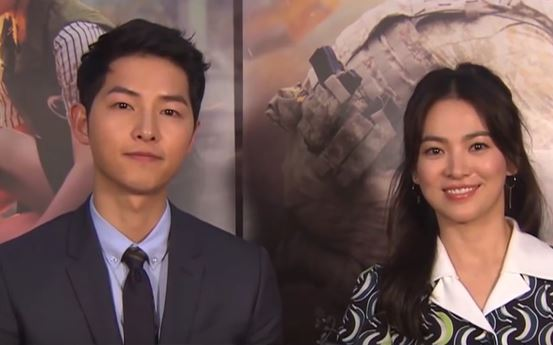
Сон Хегё и Сон Джунги, 2016 год

5 июля 2017 года Сон Джунги и его партнёрша по дораме «Потомки солнца» Сон Хегё объявили через свои агентства о помолвке. Они поженились 31 октября 2017 года на закрытой церемонии в отеле Shilla в Сеуле, вызвав большой интерес со стороны СМИ по всей Азии. На церемонии присутствовали близкие родственники и друзья пары, включая актёров Ли Гвансу, Ю А Ина и Пак Погом, который также играл на фортепиано на приёме.
27 июня 2019 года Сон Джунги сообщил, что подал на развод с Сон Хегё днём ранее. Развод был завершён в июле 2019 года.
25 июля 2019 года Сон Хегё подала жалобу на пятнадцать пользователей сети за «распространение ложной информации, клевету и оскорбление».

### Пожертвуйте средства на экстренную помощь жертвам лесных пожаров
Пожертвовала 100 миллионов вон на поддержку экстренной помощи пострадавшим от лесных пожаров в провинциях Канвондо и Кёнбук.
7 марта 2022 года Корейский Красный Крест объявил, что Сон Хе Гё пожертвовала 100 миллионов вон Красному Кресту.
Вместе с пожертвованием Сон Хе Гё сказала: «Я надеюсь, что пострадавшие, потерявшие свои дома из-за лесных пожаров, смогут быстро вернуться к своей повседневной жизни» и «Я надеюсь, что это пожертвование будет полезно многим людям, включая пострадавших и спасателей, работающих на месте». Пожертвование Сон Хе Гё будет использовано для оказания экстренной помощи пострадавшим через отделения Красного Креста в провинциях Канвондо и Кёнбук, где лесные пожары нанесли ущерб. 

### Сон Хе Гё жертвует 10 миллионов вон на Ice Bucket Challenge
14 числа Сон Хе Гё опубликовала в своих социальных сетях сообщение: «Актёр Ли До Хён номинировал меня на участие в конкурсе Ice Bucket Donation Challenge 2023». Кроме того, Сон Хе Гё показала сертификат, подтверждающий, что она пожертвовала 10 миллионов вон фонду Seungil Hope Foundation.Он продолжил: «Чтобы построить первую больницу для больных болезнью Лу Герига в Южной Корее, нам нужны любящий интерес и поддержка многих людей», и сказал: «Я также буду поддерживать и подбадривать, чтобы драгоценные сердца каждого человека могли объединиться для достижения значимой цели, и чтобы это доброе сердце могло стабильно продолжать работать». Ice Bucket Challenge — это кампания по сбору пожертвований, направленная на повышение осведомленности о болезни Лу Герига и помощь пациентам с этим заболеванием. Кандидат должен либо облиться ледяной водой, либо сделать пожертвование в течение 24 часов, а затем назвать ещё трёх претендентов.

## Фильмография

### Кино
| Год  | Название                 | Роль                     | Примечания                    | Ист.    |
| ---- | ------------------------ | ------------------------ | ----------------------------- | ------- |
| 2005 | Моя девушка и я          | Пэ Суын                  |                               |         |
| 2007 | Хван Джин И              | Хван Джин И              |                               |         |
| 2008 | Чувствуйте себя как дома | Сукхи                    | Американский инди-фильм       |         |
| 2010 | Камелия                  | Бора                     | Фрагмент: «Любовь на продажу» |         |
| 2011 | Обратный отсчёт          | Красивая девушка         | Специальное появлеие          |         |
| 2011 | Сегодня                  | Дахё                     |                               |         |
| 2013 | Великий мастер           | Чын Винсин               | Китайский фильм               |         |
| 2014 | Моя блестящая жизнь      | Чхве Мира                |                               |         |
| 2014 | Переправа                | Чжоу Юньфэнь             | Китайский фильм               |         |
| 2015 | Королевы                 | Энни                     | Китайский фильм               |         |
| 2015 | Переправа 2              | Чжоу Юньфэнь             | Китайский фильм               |         |
| 2025 | Чёрные монахини          | Сестра Джуния / Кан Сонэ |                               | [ 120 ] |

### Телевидение
| Год       | Название                                   | Роль               | Примечания            | Ист.    |
| --------- | ------------------------------------------ | ------------------ | --------------------- | ------- |
| 1995      | Отчет Нового поколения: Взрослые не знают  |                    | Малая роль            |         |
| 1996–1997 | Первая любовь                              | Студент            |                       |         |
| 1997      | Счастливого утра                           | О Ёбун             |                       |         |
| 1997      | Красивое лицо                              |                    | Малая роль            |         |
| 1997      | 70-минутная драма: «Когда они встретились» |                    | Массовка              |         |
| 1997      | Один из пары                               |                    | Массовка              |         |
| 1997–1998 | Свадебное платье                           | Внучка             |                       |         |
| 1998–1999 | Шесть братьев и сестёр                     | Чхве Ыншиль        |                       | [ 121 ] |
| 1998–2000 | Клиника Сунпун                             | О Хёгё             |                       |         |
| 1998      | Белые ночи 3.98                            | молодая Хон Чжонён |                       | [ 122 ] |
| 1998      | Смертоносные глаза                         | О Чона             |                       |         |
| 1998–1999 | Кто я?                                     | Йерин              |                       |         |
| 1999–2000 | Марш                                       | Сон Хегё           |                       | [ 123 ] |
| 1999–2000 | Милая невеста                              | Ким Ёнхи           |                       | [ 124 ] |
| 2000      | Осень в моём сердце                        | Юн / Чхве Ынсо     |                       |         |
| 2001      | Отельер                                    | Ким Юнхи           |                       | [ 125 ] |
| 2001      | Ангел-хранитель                            | Чон Дасо           |                       | [ 126 ] |
| 2003      | Ва-банк                                    | Мин Суён / Анджела |                       |         |
| 2004      | Место под солнцем                          | Чжи Ёну            |                       | [ 127 ] |
| 2004      | Полный дом                                 | Хан Джиын          |                       |         |
| 2008      | Мир, в котором они живут                   | Джу Джунён         |                       |         |
| 2013      | Этой зимой дует ветер                      | О Ён               |                       |         |
| 2016      | Потомки солнца                             | Кан Моён           |                       |         |
| 2018–2019 | Бойфренд                                   | Чха Сухён          |                       |         |
| 2021–2022 | А теперь мы расстаёмся                     | Ха Ёнын            |                       | [ 128 ] |
| 2022–2023 | Слава                                      | Мун Донын          |                       | [ 129 ] |
| 2024      | Всё сбудется                               |                    | Специальное появление | [ 130 ] |
| TBA       | Шоу-бизнес                                 | Минджа             |                       | [ 131 ] |

### Телешоу
| Год       | Название                    | Роль     | Примечания                        | Ист.    |
| --------- | --------------------------- | -------- | --------------------------------- | ------- |
| 1998      | Inkigayo Live 20            | Ведущая  | с Пак Сухоном                     |         |
| 1999–2000 | Наша Счастливая Суббота     | Ведущая  |                                   |         |
| 2000      | Music Bank                  | Ведущая  | с Ли Хвиджэ                       | [ 132 ] |
| 2001      | Mnet KM Music Festival      | Ведущая  | с Чха Тхэхёном                    |         |
| 2007      | Она Олив: Сон Хегё в Париже | Она сама |                                   |         |
| 2009      | Доброе Утро, Панда          | Ведущая  | Документальное                    | [ 133 ] |
| 2016      | Май, дети                   | Ведущая  | Документальное                    | [ 134 ] |
| 2023      | Бабушка вернулась           | Ведущая  | Документальное о Движении 1 марта | [ 135 ] |

## Дискография

### Синглы
| Название                          | Год  | Альбом            | Примечания          | Ист.    |
| --------------------------------- | ---- | ----------------- | ------------------- | ------- |
| «Switch: Be White» (с Джон Паком) | 2012 | Неальбомный сингл | для рекламы Laneige | [ 136 ] |

## Награды и номинации
| Награда                                   | Год  | Категория                                                        | Работа / Номинант                | Результат | Ист.            |
| ----------------------------------------- | ---- | ---------------------------------------------------------------- | -------------------------------- | --------- | --------------- |
| APAN Star Awards                          | 2013 | Гран-при (Дэсан)                                                 | Этой зимой дует ветер            | Победа    | [ 137 ]         |
| APAN Star Awards                          | 2013 | Превосходные достижения, актриса                                 | Этой зимой дует ветер            | Номинация | [ 137 ]         |
| APAN Star Awards                          | 2016 | Гран-при (Дэсан)                                                 | Потомки солнца                   | Номинация | [ 138 ]         |
| APAN Star Awards                          | 2016 | Превосходные достижения, актриса в мини-сериале                  | Потомки солнца                   | Номинация | [ 138 ]         |
| APAN Star Awards                          | 2016 | Лучшая пара (с Сон Джунги)                                       | Потомки солнца                   | Победа    | [ 139 ] [ 140 ] |
| APAN Star Awards                          | 2023 | Превосходные достижения, актриса в мини-сериале                  | Слава                            | Номинация | [ 141 ]         |
| Asia Contents Awards & Global OTT Awards  | 2023 | Лучшая женская роль                                              | Слава                            | Номинация | [ 142 ]         |
| Премия «Пэксан»                           | 2001 | Лучшая новая актриса — телевидение                               | Осень в моём сердце              | Номинация | [ 143 ]         |
| Премия «Пэксан»                           | 2001 | Наиболее популярная актриса — телевидение                        | Осень в моём сердце              | Победа    |                 |
| Премия «Пэксан»                           | 2005 | Лучшая женская роль — телевидение                                | Полный дом                       | Номинация |                 |
| Премия «Пэксан»                           | 2006 | Лучшая новая актриса — кино                                      | Моя девушка и я                  | Номинация | [ 144 ]         |
| Премия «Пэксан»                           | 2013 | Лучшая женская роль — телевидение                                | Этой зимой дует ветер            | Номинация | [ 145 ]         |
| Премия «Пэксан»                           | 2016 | Лучшая женская роль — телевидение                                | Потомки солнца                   | Номинация | [ 146 ]         |
| Премия «Пэксан»                           | 2016 | Наиболее популярная актриса — телевидение                        | Потомки солнца                   | Победа    | [ 147 ]         |
| Премия «Пэксан»                           | 2016 | iQiyi Глобальная звезда                                          | Потомки солнца                   | Победа    | [ 148 ]         |
| Премия «Пэксан»                           | 2023 | Лучшая женская роль — телевидение                                | Слава                            | Победа    | [ 149 ]         |
| Премия «Пэксан»                           | 2025 | Лучшая женская роль — кино                                       | Чёрные монахини                  | Ожидается | [ 150 ]         |
| Кинопремия «Голубой дракон»               | 2007 | Лучшая женская роль                                              | Хван Джин И                      | Номинация | [ 151 ]         |
| Телепремия «Голубой дракон»               | 2023 | Выбор Голубого дракона (Гран-при)                                | Слава                            | Победа    | [ 62 ]          |
| Телепремия «Голубой дракон»               | 2023 | Лучшая женская роль                                              | Слава                            | Номинация | [ 62 ]          |
| Brand Customer Loyalty Awards             | 2023 | Лучшая женская роль – OTT                                        | Слава                            | Победа    | [ 152 ]         |
| CETV Awards                               | 2002 | Топ-10 Азиатских Артистов Эстрады                                | Сон Хегё                         | Победа    | [ 153 ]         |
| Golden Disk Awards                        | 2001 | Популярный музыкальный клип                                      | «Once Upon a Day» by Kim Bum-soo | Победа    | [ 154 ] [ 155 ] |
| Gold Song Awards (Hong Kong)              | 2001 | Лучшая корейская звезда                                          | Сон Хегё                         | Победа    | [ 156 ]         |
| Кинопремия «Большой колокол»              | 2006 | Лучшая новая актриса                                             | Моя девушка и я                  | Номинация | [ 157 ]         |
| Кинопремия «Большой колокол»              | 2023 | Лучшая женская роль в сериале                                    | Слава                            | Номинация | [ 158 ]         |
| Премия «Сто цветов»                       | 2014 | Лучшая женская роль второго плана                                | Великий мастер                   | Номинация | [ 159 ]         |
| KBS Drama Awards                          | 2000 | Превосходные достижения, актриса                                 | Осень в моём сердце              | Номинация |                 |
| KBS Drama Awards                          | 2000 | Фотогеничность, актриса                                          | Осень в моём сердце              | Победа    | [ 160 ]         |
| KBS Drama Awards                          | 2000 | Популярность, актриса                                            | Осень в моём сердце              | Победа    | [ 160 ]         |
| KBS Drama Awards                          | 2004 | Превосходные достижения, актриса                                 | Полный дом                       | Победа    | [ 161 ]         |
| KBS Drama Awards                          | 2004 | Популярность, актриса                                            | Полный дом                       | Победа    | [ 161 ]         |
| KBS Drama Awards                          | 2004 | Лучшая пара (с Рейн)                                             | Полный дом                       | Победа    | [ 161 ]         |
| KBS Drama Awards                          | 2008 | Выдающиеся достижения, актриса в мини-сериале                    | Мир, в котором они живут         | Номинация |                 |
| KBS Drama Awards                          | 2016 | Гран-при (Дэсан)                                                 | Потомки солнца                   | Победа    | [ 162 ] [ 163 ] |
| KBS Drama Awards                          | 2016 | Превосходные достижения, актриса                                 | Потомки солнца                   | Номинация | [ 162 ] [ 163 ] |
| KBS Drama Awards                          | 2016 | Выдающиеся достижения, актриса в мини-сериале                    | Потомки солнца                   | Номинация | [ 162 ] [ 163 ] |
| KBS Drama Awards                          | 2016 | Лучшая пара (с Сон Джунги)                                       | Потомки солнца                   | Победа    | [ 162 ] [ 163 ] |
| KBS Drama Awards                          | 2016 | Лучшая пара Азии (с Сон Джунги)                                  | Потомки солнца                   | Победа    | [ 162 ] [ 163 ] |
| Korea Drama Awards                        | 2013 | Гран-при (Дэсан)                                                 | Этой зимой дует ветер            | Номинация | [ 164 ]         |
| Korea Drama Awards                        | 2023 | Гран-при (Дэсан)                                                 | Слава                            | Номинация | [ 165 ]         |
| Korean Film Awards                        | 2007 | Лучшая новая актриса                                             | Хван Джин И                      | Победа    | [ 166 ]         |
| Korean Fashion Photographers Association  | 2022 | Фотогеничная                                                     | Сон Хегё                         | Победа    | [ 167 ]         |
| Mnet 20's Choice Awards                   | 2013 | 20's Drama Star-Female                                           | Этой зимой дует ветер            | Номинация |                 |
| SBS Drama Awards                          | 1998 | Лучшая новая актриса в ситкоме                                   | Клиника Сунпун; Кто я?           | Победа    | [ 168 ]         |
| SBS Drama Awards                          | 2001 | Топ-10 звёзд                                                     | Ангел-хранитель                  | Победа    | [ 169 ]         |
| SBS Drama Awards                          | 2001 | SBSi Award                                                       | Ангел-хранитель                  | Победа    | [ 169 ]         |
| SBS Drama Awards                          | 2003 | Превосходные достижения, актриса                                 | Ва-банк                          | Победа    | [ 170 ]         |
| SBS Drama Awards                          | 2003 | Топ-10 звёзд                                                     | Ва-банк                          | Победа    | [ 170 ]         |
| SBS Drama Awards                          | 2004 | Превосходные достижения, актриса                                 | Место под солнцем                | Номинация |                 |
| SBS Drama Awards                          | 2004 | Выдающиеся достижения, актриса в специальной драме               | Место под солнцем                | Номинация |                 |
| SBS Drama Awards                          | 2013 | Превосходные достижения, актриса в мини-сериале                  | Этой зимой дует ветер            | Победа    | [ 171 ]         |
| SBS Drama Awards                          | 2013 | Топ-10 звёзд                                                     | Этой зимой дует ветер            | Победа    | [ 171 ]         |
| SBS Drama Awards                          | 2013 | Лучшая пара (с Чо Ин Соном)                                      | Этой зимой дует ветер            | Номинация |                 |
| SBS Drama Awards                          | 2021 | Гран-при (Дэсан)                                                 | А теперь мы расстаёмся           | Номинация | [ 172 ]         |
| SBS Drama Awards                          | 2021 | Превосходные достижения, актриса в мини-сериале, романтика/драма | А теперь мы расстаёмся           | Номинация | [ 173 ]         |
| SBS Drama Awards                          | 2021 | Лучшая пара (с Чан Ки Ёном)                                      | А теперь мы расстаёмся           | Номинация | [ 174 ]         |
| Seoul International Drama Awards          | 2013 | Выдающаяся корейская актриса                                     | Этой зимой дует ветер            | Номинация |                 |
| Shanghai New Entertainment Charity Awards | 2009 | Самая очаровательная звезда                                      | Сон Хегё                         | Победа    | [ 175 ]         |
| SunKyung Smart Model Contest              | 1996 | Гран-при (Дэсан)                                                 | Сон Хегё                         | Победа    | [ 176 ]         |
| Visionary Awards                          | 2024 | 2024 Visionary                                                   | Сон Хегё                         | Победа    | [ 178 ]         |
| Women in Film Korea Awards                | 2011 | Лучшая женская роль                                              | Сегодня                          | Победа    | [ 179 ] [ 180 ] |

### Комментарии
1. ↑  Премия Visionary Awards, учреждённая в 2020 году, отбирает и награждает людей, играющих ведущую роль в корейской индустрии развлечений. Она подчёркивает значимость и достижения человека, чьи ключевые слова стали трендом в индустрии развлечений, включая телевидение, кино, музыку и выступления, и представляет следующее видение культурного сектора с выдающимися достижениями и влияние[177].